# 天主教土格加劳总教区
天主教土格加勞總教區（拉丁語：Archidioecesis Tuguegaraoana）是羅馬天主教會以菲律賓北部呂宋島東北部城市土格加勞為中心的一個總教區，包括卡加延省。該總教區下轄兩個教區和一個自治監督區。
主教座堂為聖伯多祿及聖保祿主教座堂。現任總主教為利則·L·巴凱，榮休總主教為迪奧斯達多·塔拉馬揚和思齊·烏特萊格。2006年有教友1,356,000名，佔轄區總人口達79.3%。由82名司鐸管理46個堂區。
1910年4月10日設教區。1974年9月21日升為總教區。